# ウイルバー・スナイダー
ウイルバー・スナイダー（Wilbur Snyder、1929年9月15日 - 1991年12月25日）は米国のプロレスラー。日本での異名は原爆男。ウィルバー・スナイダーとも表記される。息子はマイク・スナイダー。娘婿はスティーブ・リーガル。

## 来歴
カリフォルニア州サンタモニカ出身。高校時代からフットボールとアマチュアレスリングに熱中、ユタ州立大学卒業後、NFLのロサンゼルス・ラムズに入団。その後CFLのエドモントン・エスキモーズに在籍、このときのチームメイトにはジン・キニスキーがいた。
- 1952年 - ロサンゼルスにてヒュー・ニコルズにスカウトされてプロレス入り。
- 1953年1月11日 - ミスター・モトを破ってカリフォルニア・ヘビー級王座を奪取。
- 1956年4月7日 - バーン・ガニアを破りNWA・USヘビー級王座を奪取。
- 1958年11月 - ネブラスカ州オマハにてバーン・ガニアを破りオマハ版のAWA世界ヘビー級王座を奪取。
- 1961年5月23日 - レオ・ノメリーニと組んでジン・キニスキー&ハードボイルド・ハガティを破りAWA世界タッグ王座を奪取。
- 1964年1月 - デトロイトでルー・テーズのNWA世界ヘビー級王座に挑戦、60分時間切れ引き分け。この試合を観戦していたジャイアント馬場は、「自分が観戦した試合では一番の名勝負」と後に語っている。
- 1966年春 - 日本プロレスに初来日し東京都体育館にて第8回ワールドリーグ戦で決勝でジャイアント馬場に敗れる。
- 1967年11月10日 - パット・オコーナーと組んでハーリー・レイス&クリス・マルコフを破りAWA世界タッグ王座を奪取。
- 1969年1月9日 - 再来日し、ダニー・ホッジ（NWA世界ジュニアヘビー級王者）と組んでジャイアント馬場&アントニオ猪木のBI砲を破りインターナショナル・タッグ王座を奪取。
- 1973年1月 - 全日本プロレス『新春 ジャイアント・シリーズ』に来日。世界選手権（後のPWFヘビー級王座）争覇戦の第5戦・第6戦で馬場と対戦。

ジャイアント馬場は、その実力を高く評価していたが、当時の日本プロレスはスナイダーをあまり評価せず、アメリカでのスナイダーの多忙もあって常連レスラーにはならなかった。その後、馬場が全日本プロレスを旗揚げした後、すぐに招聘しているが、その頃にはプロレスラーとしてのピークを過ぎており、馬場は全盛期に日本のプロレスファンにもっと見てもらいたかったレスラーだったとスナイダーを評している。BI砲はインター・タッグから3回陥落しているが、他の2回がディック・ザ・ブルーザー&クラッシャー・リソワスキー、ドリー・ファンク・ジュニア&テリー・ファンクというプロレス史上に残る強力チームであるのに対し、スナイダー&ホッジはインター・タッグ奪取以外に大きな実績のない急造チームであり、この二人の強豪ぶりをうかがい知ることが出来る。
また、インディアナ州インディアナポリスにてディック・ザ・ブルーザーと共にWWAを運営するなど、プロモーターとしても活動した。引退後はシカゴで余生を送る。1991年に白血病により、フロリダ州ポンパノビーチにて死去。62歳没。

## 得意技
- ドロップキック
- コブラツイスト
- パイルドライバー[2]

## 獲得タイトル
アメリカン・レスリング・アライアンス
- AWA世界タッグ王座：2回（w / ディック・ザ・ブルーザー×2）

アメリカン・レスリング・アソシエーション
- AWA USヘビー級王座：2回
- AWA世界タッグ王座：2回（w / レオ・ノメリーニ、パット・オコーナー）

日本プロレス
- NWAインターナショナル・タッグ王座：1回（w / ダニー・ホッジ）

NWAシカゴ
- NWA USヘビー級王座（シカゴ版）：2回

NWAデトロイト
- NWA USヘビー級王座（デトロイト版）：2回

NWAサンフランシスコ
- NWA USヘビー（サンフランシスコ版）: 1回

サウスウエスト・スポーツ・インク
- NWA世界タッグ王座（テキサス版）: 1回（w / バーン・ガニア、ペッパー・ゴメス）

ワールドワイド・レスリング・アソシエーツ / NWAハリウッド・レスリング
- WWAインターナショナルTVタッグ王座：4回（w / サンダー・ザボー×2、ボボ・ブラジル×2）
- NWA "ビート・ザ・チャンプ" TV王座：2回

ワールド・レスリング・アソシエーション
- WWA世界タッグ王座：13回（w / ディック・ザ・ブルーザー×3、ムース・ショーラック×2、ルイス・マルティネス、パット・オコーナー、ペッパー・ゴメス×2、ドミニク・デヌーチ、スパイク・ヒューバー×2）

その他
- AWA世界ヘビー級王座（オマハ版）：2回